# Poliwęglany

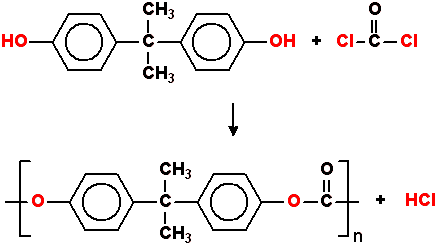
Synteza poliwęglanu z bisfenolu i fosgenu

Poliwęglany (PC, z ang. polycarbonates) – grupa polimerów z grupy poliestrów, będące formalnie estrami kwasu węglowego.
Poliwęglany są amorficznymi, termoplastycznymi (formowanymi przez wtryskiwanie i wytłaczanie na gorąco) tworzywami sztucznymi o bardzo dobrych własnościach mechanicznych, szczególnie udarności i dużej przezroczystości. Własności poliwęglanów są podobne nieco do pleksiglasu, ale poliwęglan jest dużo bardziej wytrzymały mechanicznie i jednocześnie droższy. Jego twardość i odporność na ściskanie jest zbliżona do aluminium.

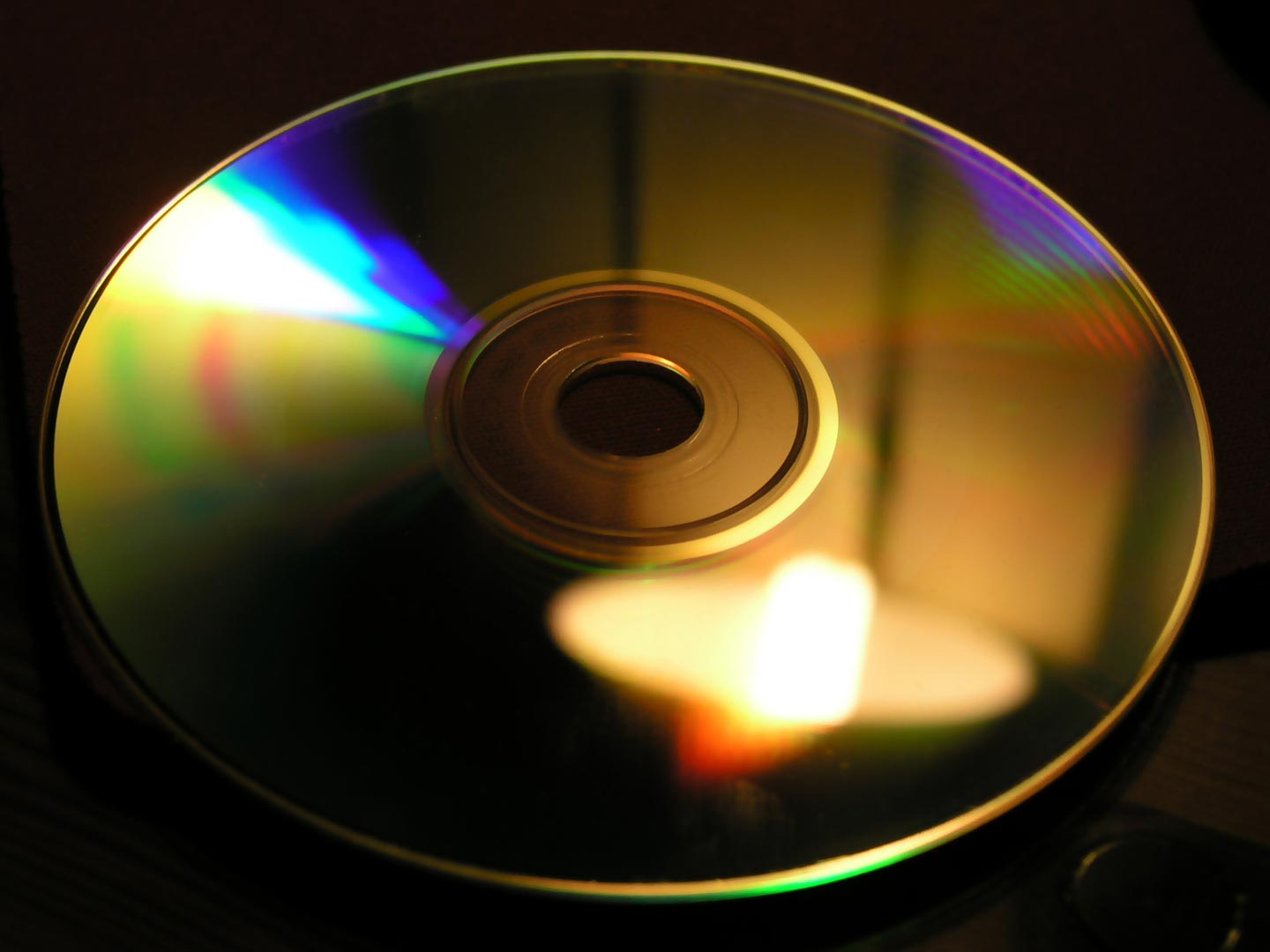
Płyta CD - wyrób z poliwęglanu

Poliwęglan jest stosowany wszędzie tam, gdzie potrzebne jest przezroczyste tworzywo o wyjątkowo dobrych parametrach mechanicznych. Najbardziej rozpowszechnionym zastosowaniem są warstwy uodporniające szklane szyby na stłuczenie, a nawet przestrzelenie z broni palnej. Szyby z czystego poliwęglanu są też stosowane w batyskafach, samolotach, szybach hełmów astronautów, kierowców Formuły 1 i innych miejscach, gdzie potrzebny jest materiał wytrzymujący znaczne różnice ciśnień albo duże obciążenia mechaniczne. Poliwęglan był też stosowany przy produkcji butelek jednorazowych, jednak ze względów ekonomicznych został wycofany, nadal jednak używany jest do produkcji butelek dla niemowląt, nośników informacji, takich jak płyta CD. 
Ze względu na to, że sam kwas węglowy jest bardzo nietrwały, poliwęglany otrzymuje się w reakcji polikondensacji fosgenu z diolami aromatycznymi. Spośród różnych dioli największe, praktyczne znaczenie uzyskał tzw. bisfenol A, który jest stosunkowo tani i jednocześnie zapewnia dobre własności polimeru. Bisfenol A jest substancją szkodliwą (wpływa negatywnie na rozrodczość), jednak nie stwierdzono, aby był uwalniany z poliwęglanów w ilościach zagrażających zdrowiu. Rząd Stanów Zjednoczonych zadeklarował zmiany w ustawie o bezpieczeństwie żywności, które zagwarantują całkowite wyeliminowanie wszelkich produktów zawierających BPA. Komisja Europejska na podstawie rozporządzenia 321/2011 z dnia 1 kwietnia 2011 roku wprowadziła zakaz używania bisfenolu A (BPA) w butelkach niemowlęcych na terenie UE od 1 maja 2011 roku. 
Istnieją też technologie tzw. bezfosgenowe (bezchlorowe), w których polimer uzyskuje się przez transestryfikację węglanu difenylu, (PhO)2C=O.

Struktura PADC - poliwęglanu allilo diglikolowego (CR-39)

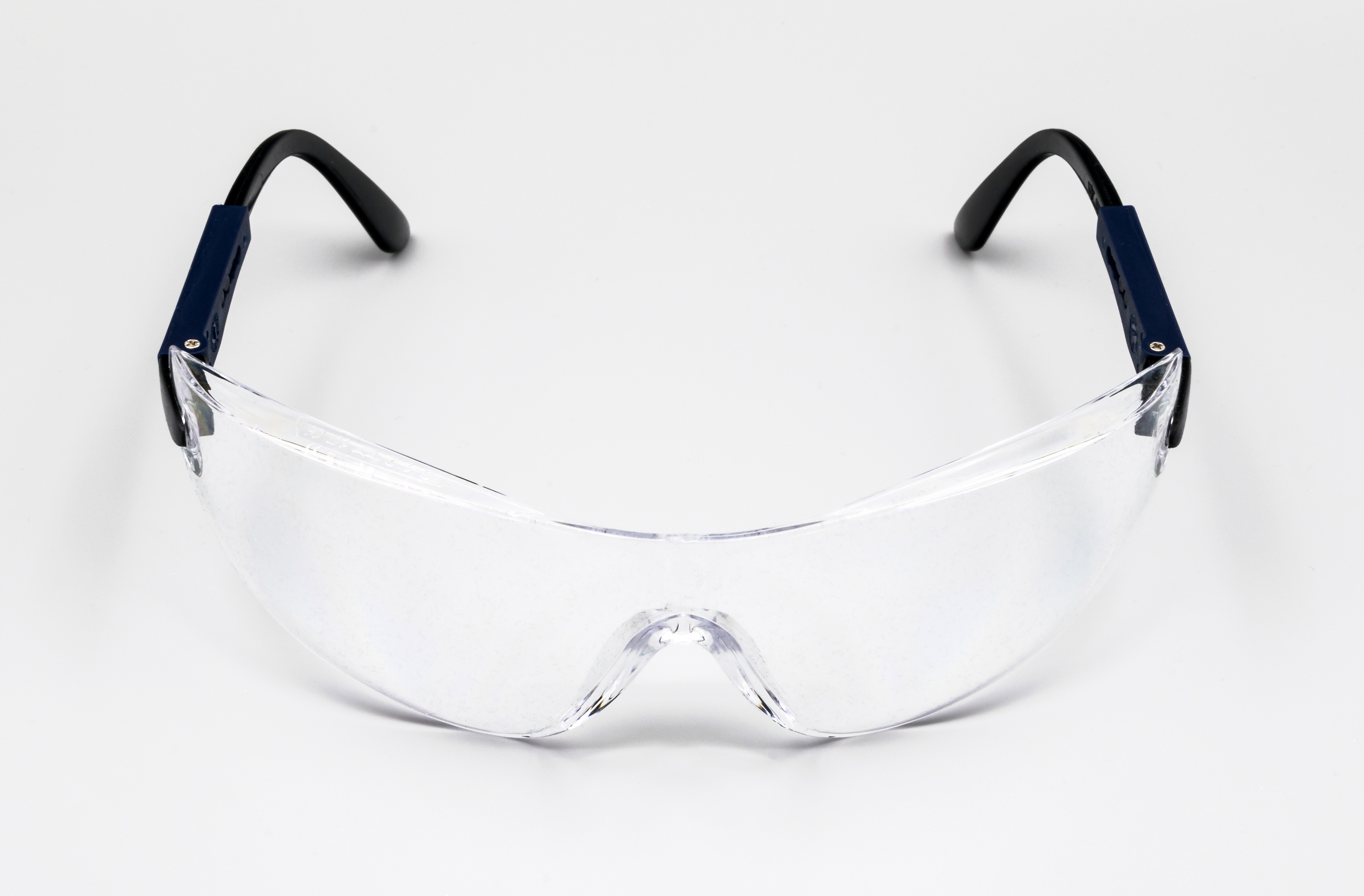
Gogle z poliwęglanu

Technologia produkcji poliwęglanów na bazie bisfenolu A została równolegle opracowana na początku lat '50 XX w. przez Mobay Chemical Company (tworzywo o nazwie handlowej Merlon) i General Electric (tworzywo Lexan i Nalgene). Nowa, energooszczędna technologia produkcji bisfenolu A jest oferowana przez firmę Chemwik.
Poliwęglan na bazie bisfenolu A jest tworzywem samogasnącym, nie rozkładającym się do temperatury 550 °C. Aby ułatwić jego obróbkę, czasami oprócz bisfenolu A, stosuje się analogiczne związki, w których przy centralnym atomie węgla zastępuje się grupy CH3 dłuższymi łańcuchami alkilowymi, co powoduje obniżenie jego temperatury zeszklenia. Powoduje to jednak również pogorszenie własności mechanicznych tego tworzywa.
Inne własności poliwęglanu na bazie bisfenolu A:
- gęstość 1,20 g/cm³
- zakres stosowania od -100 °C do +135 °C
- temperatura przetwórstwa 280-310 °C
- temperatura zeszklenia ok. 150 °C
- współczynnik załamania światła = 1,585 ±0,001
- przenikalność światła ok. 90% ±1%